# Canciones reencontradas en París
Canciones reencontradas en París es un álbum recopilatorio póstumo de Violeta Parra lanzado originalmente en Francia en 1971 bajo el sello chileno Peña de los Parra, y distribuido por el sello DICAP, estando conformado por canciones inéditas grabadas por la cantautora entre 1961 y 1963. Cuenta con varias reediciones, algunas de las cuales, además de hacer cambios sobre la lista de canciones, cambian también el título del disco por Un río de sangre o El hombre con su razón. En el disco colabora el dúo Isabel y Ángel Parra, hijos de Violeta.
Las últimas composiciones fue el último álbum editado en vida de la folclorista; sin embargo, una gran cantidad de canciones suyas habían quedado inéditas, a la espera de grabaciones finales o simplemente olvidadas en estudios de grabación extranjeros. La edición de Canciones Reencontradas en París viene a recoger algunos de los temas más importantes que Violeta Parra no había lanzado en álbumes propios, incluidas algunas composiciones clásicas suyas de gran contenido social, como "Arauco tiene una pena" y "Según el Favor del Viento"; compromiso político ("La Carta", donde proclama que sus nueve hermanos son "comunistas, con el favor de mi Dios", "Santiago Penando Estás") e incluso una canción ("Rodríguez y Recabarren") que fue censurada en algunos países debido a la condena explícita a ciertos regímenes políticos que reprimieron a luchadores y artistas a lo largo del mundo (menciona a Manuel Rodríguez, Luis Emilio Recabarren, Ángel Vicente Peñaloza, Federico García Lorca, Emiliano Zapata y Patrice Lumumba, entre aquellos caudillos derribados por ciertos sistemas políticos).
El álbum está grabado por Violeta Parra con el (casi) único acompañamiento de su guitarra acústica en casi todas las canciones.
Varias de las canciones de este álbum, incluidas algunas de las aparecidas en reediciones posteriores, se incluyen también en el disco recopilatorio Chants et rythmes du Chili de 1991, junto con Los Calchakis, Isabel y Ángel Parra, autores del álbum Au Chili avec los Parra de Chillán del cual también se extraen algunos temas.
En abril de 2008, la edición chilena de la revista Rolling Stone situó a este álbum como el 19º mejor disco chileno de todos los tiempos.

## Lista de canciones

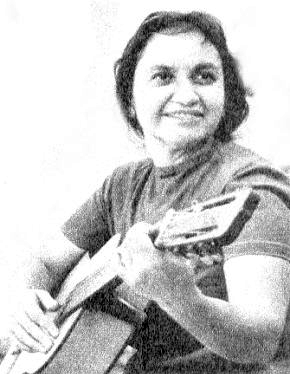
Violeta Parra tocando la guitarra. Año impreciso.

Todas las canciones escritas y compuestas por Violeta Parra. 
| Lado A |                                                          |          |  |
| N.º    | Título                                                   | Duración |  |
| 1.     | «Santiago penando estás» (o «Mi pecho se halla de luto») | 3:40     |  |
| 2.     | «Según el favor del viento»                              | 2:28     |  |
| 3.     | «Arauco tiene una pena» (o «Levántate, Huenchullán»)     | 2:57     |  |
| 4.     | «Hasta cuándo está» (o «Hasta cuándo»)                   | 1:13     |  |
| 10:18  |                                                          |          |  |

| Lado B |                                                                          |          |  |
| N.º    | Título                                                                   | Duración |  |
| 5.     | «La carta» (o «Los hambrientos piden pan»)                               | 2:57     |  |
| 6.     | «¿Qué vamos a hacer?» (o «Ayúdame, Valentina»)                           | 3:37     |  |
| 7.     | «En una barca de amores» (o «En los jardines humanos»)                   | 3:48     |  |
| 8.     | «Rodríguez y Recabarren» («Un río de sangre corre» o «Un río de sangre») | 4:18     |  |
| 14:40  |                                                                          |          |  |

## Otras ediciones

### Segunda edición (Arion)

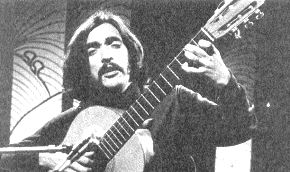
Ángel Parra en 1973, hijo de Violeta.

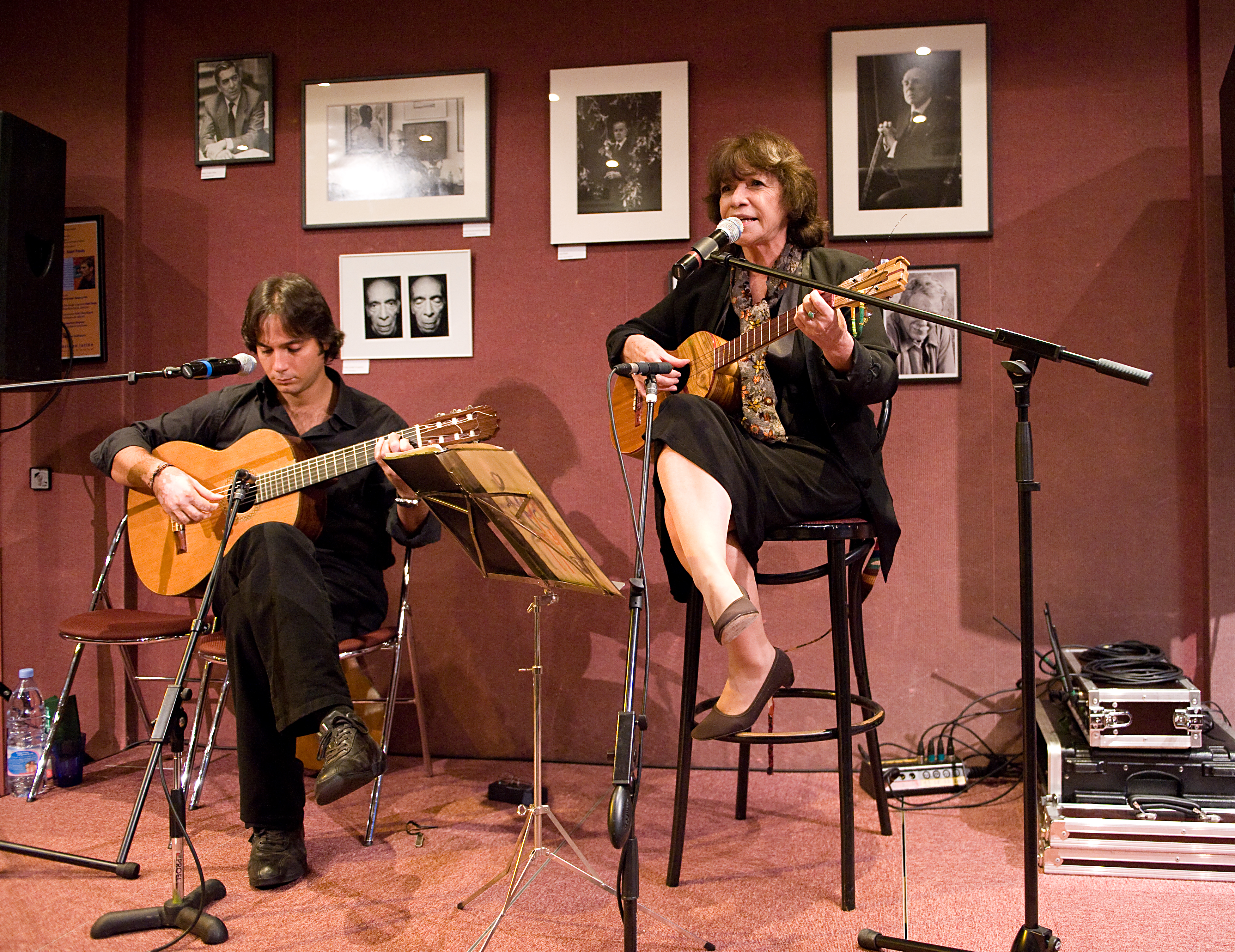
Isabel Parra en 2007. Junto con su hermano Ángel, conformaron el dúo Isabel y Ángel Parra, de cuyo trabajo se extrajeron temas para acompañar al disco de su madre.

La segunda versión de este disco, llamada Un río de sangre o Le Chili de Violeta Parra - Un río de sangre fue lanzada en Francia en 1974, con otros nombres en algunas canciones, la adición de otras y el cambio en el orden de las originales. Además cambia la portada de la carátula, incluyendo una fotografía de Claude Morel, de cuya sesión fotográfica se sacaría otra foto para el disco Chants et rythmes du Chili.
A las canciones del disco se suma por primera vez el tema «Qué dirá el Santo Padre», grabado en las mismas sesiones de grabación de agosto de 1963, y a la cual se le quitaron las reseñas a Julián Grimau, posiblemente para que el disco pudiese ser comercializado también en España, que para ese entonces aún se encontraban en el período de las Cortes Españolas de la Dictadura de Francisco Franco. Siguiendo el mismo criterio también se quitaron las reseñas a Patrice Lumumba en el tema que da nombre al disco, «Un río de sangre corre». Además cuenta con las canciones del folclore chileno «Cantos a lo divino» y «Teneme en tu corazón», interpretadas por sus hijos Isabel y Ángel Parra y sacadas de su disco Au Chili avec los Parra de Chillan. Esta es la primera edición de las grabaciones lanzadas en sonido estéreo. Todas las letras, salvo estas dos últimas que solo contienen una pequeña reseña, están parcialmente traducidas al francés en la carátula.
La contraportada del disco contiene algunos errores: dice «Santiago peñando estás» en lugar de «Santiago penando estás», «Hasta cuándo estás» en vez de «Hasta cuándo está», y «Tename en tu corazón» en lugar de «Teneme en tu corazón».

#### Lista de canciones
Toda la música compuesta por Violeta Parra, salvo 5. y 10. que son de la tradición chilena. 
| Lado A |                                                                |          |  |
| N.º    | Título                                                         | Duración |  |
| 1.     | «Santiago penando estás» (o «Mi pecho se halla de luto»)       | 3:35     |  |
| 2.     | «Según el favor del viento»                                    | 2:25     |  |
| 3.     | «El Santo Padre» («Qué dira el Santo Padre» o «Julián Grimau») | 2:07     |  |
| 4.     | «Hasta cuándo está» (o «Hasta cuándo»)                         | 1:22     |  |
| 5.     | «Cantos a lo divino»                                           | 4:09     |  |
| 6.     | «La carta» (o «Los hambrientos piden pan»)                     | 2:52     |  |
| 16:30  |                                                                |          |  |

| Lado B |                                                                          |          |  |
| N.º    | Título                                                                   | Duración |  |
| 7.     | «En los jardines humanos» (o «Es una barca de amores»)                   | 3:44     |  |
| 8.     | «Un río de sangre» («Un río de sangre corre» o «Rodríguez y Recabarren») | 3:27     |  |
| 9.     | «¿Qué vamos a hacer?» (o «Ayúdame, Valentina»)                           | 3:34     |  |
| 10.    | «Teneme en tu corazón»                                                   | 2:54     |  |
| 11.    | «Arauco tiene una pena» (o «Levántate, Huenchullán»)                     | 2:55     |  |
| 16:34  |                                                                          |          |  |

### Tercera edición (Alerce)
Casi dos décadas más tarde, en 1992, el sello Alerce lanza por primera vez en Chile y en formato de CD y casete una nueva edición del álbum, esta vez bajo el título El hombre con su razón. Esta edición retoma la versión original de 1971, haciendo cambios menores en el orden de las canciones e incorporado tres nuevos temas: una segunda versión casera e inédita de 1960 o 1961 de «El pueblo» (también llamada «Paseaba el pueblo sus banderas rojas» y basada en el poema «El pueblo» del libro Plenos Poderes del poeta Pablo Neruda), cuya versión original aparece en el álbum Toda Violeta Parra de 1960, «Miren cómo sonríen» y «Arriba quemando el sol»; esta última perteneciente al disco de 1965 Recordando a Chile (una chilena en París), y que junto con la anterior fueron grabadas en Alemania en 1962, apareciendo además en el álbum colectivo de 1965 Süd- und mittelamerikanische Volksmusik. La canción «Hasta cuándo» aparece recortada, sin la introducción de guitarra, siendo esta la versión que se reproduciría en las ediciones posteriores. Aunque los temas originales habían sido editados en estéreo por ARION el año anterior, en el disco vuelven a aparecen con sonido mono.
En la portada de la carátula aparece la pintura al óleo «Meeting du 2 avril» obra realizada en 1964 por la misma Violeta Parra. En su interior aparece un texto sin firma diciendo que las grabaciones son de 1962.

#### Lista de canciones
Todas las canciones escritas y compuestas por Violeta Parra, salvo 9. escrita por Pablo Neruda. 
| Canciones reencontradas en París | |          |  |
| N.º                              | Título | Duración |  |
| 1.                               | «Según el favor del viento»                                                                                 |          |  |
| 2.                               | «Levántate, Huenchullán» (o «Arauco tiene una pena»)                                                        |          |  |
| 3.                               | «Hasta cuándo» (o «Hasta cuándo está», versión recortada)                                                   |          |  |
| 4.                               | «Mi pecho se halla de luto» (o «Santiago, penando estás»)                                                   |          |  |
| 5.                               | «Los hambrientos piden pan» (o «La carta»)                                                                  |          |  |
| 6.                               | «Ayúdame, Valentina» (o «Qué vamos a hacer»)                                                                |          |  |
| 7.                               | «En los jardines humanos» (o «Es una barca de amores»)                                                      |          |  |
| 8.                               | «Un río de sangre corre» (o «Rodríguez y Recabarren», versión completa)                                     |          |  |
| 9.                               | «El pueblo» (o «Paseaba el pueblo sus banderas rojas», 2ª versión)                                          |          |  |
| 10.                              | «Miren cómo sonríen» (versión de Süd- und mittelamerikanische Volksmusik)                                   |          |  |
| 11.                              | «Arriba quemando el sol» (o «Y arriba quemando el sol», versión de Süd- und mittelamerikanische Volksmusik) |          |  |
| 34:12                            | |          |  |

### Cuarta edición (Alerce)
Una segunda edición del sello Alerce, editada en enero de 1999, incorpora cuatro canciones más que la edición anterior, de las cuales tres (una versión casera e instrumental de «Julián Grimau», una segunda versión de «El gavilán», grabada por Miguel Letelier en 1960, y una versión casera de «La víspera de San Juan») eran hasta entonces inéditas y aparecerían también ese mismo año en otro álbum póstumo de la cantautora, titulado Composiciones para Guitarra. El otro tema restante, por su parte, corresponde a la versión de «Julián Grimau» (también llamada «Qué dirá el Santo Padre») del disco de 1965 Recordando a Chile (una chilena en París), que al contrario de lo esperable, es la versión grabada para Odeon Chile en 1964, y no la versión parisina de 1963.
En la carátula se presenta una reseña de cada canción escritas por la hija de Violeta, Isabel Parra, y se incluyen además letras de las canciones.

#### Lista de canciones
Todas las canciones escritas y compuestas por Violeta Parra, salvo 9. escrita por Pablo Neruda. 
| Canciones reencontradas en París | |          |  |
| N.º                              | Título | Duración |  |
| 1.                               | «Según el favor del viento» (o «Mi pecho se halla de luto»)                                                 |          |  |
| 2.                               | «Levántate, Huenchullán» (o «Arauco tiene una pena»)                                                        |          |  |
| 3.                               | «Hasta cuándo» (o «Hasta cuándo está», versión recortada)                                                   |          |  |
| 4.                               | «Mi pecho se halla de luto» (o «Santiago, penando estás»)                                                   |          |  |
| 5.                               | «Los hambrientos piden pan» (o «La carta»)                                                                  |          |  |
| 6.                               | «Ayúdame, Valentina» (o «Qué vamos a hacer»)                                                                |          |  |
| 7.                               | «En los jardines humanos» (o «Es una barca de amores»)                                                      |          |  |
| 8.                               | «Un río de sangre corre» (o «Rodríguez y Recabarren», versión completa)                                     |          |  |
| 9.                               | «El pueblo» (o «Paseaba el pueblo sus banderas rojas», versión de El hombre con su razón)                   |          |  |
| 10.                              | «Miren cómo sonríen» (versión de Süd- und mittelamerikanische Volksmusik)                                   |          |  |
| 11.                              | «Arriba quemando el sol» (o «Y arriba quemando el sol», versión de Süd- und mittelamerikanische Volksmusik) |          |  |
| 12.                              | «Julián Grimau» (o «Qué dirá el Santo Padre», versión de Recordando a Chile)                                |          |  |
| 13.                              | «Julián Grimau» (o «Qué dirá el Santo Padre», versión casera, instrumental)                                 |          |  |
| 14.                              | «La víspera de San Juan» (versión casera)                                                                   |          |  |
| 15.                              | «El gavilán» (segunda versión)                                                                              |          |  |
| 52:42                            | |          |  |

### Quinta edición (Warner)
Hasta 1999, esta era la edición definitiva de las Canciones Reencontradas en París. Contiene los doce temas que, reconocidamente, se grabaron para el sello Arión de Francia entre 1961 y 1963 y envía los cuatro temas extras de la edición de Alerce de 1999 al nuevo álbum Composiciones para Guitarra. La edición fue supervisada por la Fundación Violeta Parra.
1. "Santiago Penando Estás" – 3:40
2. "Según el Favor del Viento" – 2:28
3. "Arauco tiene una pena" – 2:57
4. "Hasta Cuándo Está" – 1:13
5. "La Carta" – 2:57
6. "Qué Vamos a Hacer" – 3:37
  - Título alternativo: "Ayúdame Valentina"
7. "Es una Barca de Amores" – 3:48
  - Título alternativo: "En los Jardines Humanos"
8. "Rodríguez y Recabarren" – 4:18
  - Título alternativo: "Un Río de Sangre Corre" o "Un Río de Sangre"
9. "Paseaba el Pueblo Sus Banderas Rojas" (Pablo Neruda, Violeta Parra) – 3:03
  - Título alternativo: "El Pueblo"
10. "Miren Cómo Sonríen" – 2:25
11. "Y Arriba Quemando el Sol" – 2:45
12. "Qué Dirá el Santo Padre" – 2:57

### Sexta edición (Oveja Negra)
Con motivo de la reedición de una gran parte de la discografía de la folclorista en la compilación Obras de Violeta Parra: Musicales, Visuales y Poéticas lanzada durante 2010, este disco fue relanzado al mercado en formato CD, aunque con una nueva carátula, y agregando un "Relato de Víctor Jara" como última pista. La contraportada del disco contiene un error, ya que atribuye la autoría del poema "El Pueblo" de Pablo Neruda a Gonzalo Rojas, otro poeta chileno.

## Versiones
Por su alto grado de compromiso y reflexión sobre temas políticos y socioeconómicos, las canciones de este álbum han sido muy versionadas por diversos artistas. En el disco Obras de Violeta Parra de 1984, Los Jaivas incluyeron versiones de «Arauco tiene una pena», «Un río de sangre» y «En los jardines humanos». Víctor Jara interpretó «La carta» en sus conciertos, Quilapayún y Mercedes Sosa la incorporaron a su repertorio, y esta última además se hizo de «Según el favor del viento»; Lucybell y Los Prisioneros versionaron «Arauco tiene una pena», mientras que Los Miserables han interpretado «Miren cómo sonríen» y «Qué dirá el Santo Padre». Los Bunkers por su parte han tocado «La carta» y «Ayúdame Valentina». Ángel Parra y su hermana Isabel cuentan en sus respectivos repertorios, con algunas versiones de este grupo de canciones.

## Créditos
Segunda edición
- Ariane Segal: compilación, notas
- Claude Morel: ingeniero de sonido
- Dominique Michellier: diseño de cubierta
- Claude Morel: fotografía

Tercera edición
- Isabel Parra: compilación
- Larrea: diseño

Cuarta edición
- Isabel Parra: compilación, notas
- Mónica Larrea T.: diseño